# Gösta Virding
Gösta Virding, född 3 januari 1916 i Stockholm, död 27 mars 1995 i Uppsala, begravd i Smålands Rydaholm, var en svensk civilingenjör och företagsledare. Son till apotekare Alfred Virding och Stina Svedmark.
Virding blev 1938 civilingenjör i kemiteknik vid KTH och studerade 1938–1939 vid Massachusetts Institute of Technology. År 1941 blev han direktörsassistent vid Pharmacia, där han blev vice VD 1959. Han efterträdde 1 januari 1966 Elis Göth som verkställande direktör för Pharmacia, och stannade på posten till 1980, då han efterträddes av Gunnar Wessman. 1973 blev han VD för moderbolaget AB Fortia och fungerade sedan som koncernchef till pensioneringen 1980. Han var under sin långa tid vid Pharmacia med om att bygga up företaget från en relativt blygsam rörelse till en stark forskningsinriktad internationell koncern. Han verkade mycket aktivt för flyttningen av företaget från Stockholm till Uppsala. På Virdings initiativ byggdes Pharmacias lokaler i Uppsala ut i slutet av 1960-talet, med Carl Nyrén som arkitekt, och arbetet belönades med Kasper Salin-priset. Carl Nyrén anlitades 1968 även för att rita en ny privatbostad åt Virding.
Virding hade rika kulturhistoriska intressen, rörande allt från antikens historia till hans småländska hemprovins förhållanden, och ett särskilt intresse för folklivsforskning och gjorde 1983 en donation till Kungliga Gustav Adolfs Akademien för svensk folkkultur under namnet Marie-Louise och Gösta Virdings fond. Han var ledamot av Kungliga Vetenskapssamhället i Uppsala och hedersledamot av Kungl. Gustav Adolfs Akademien. Han invaldes 1977 som ledamot av Ingenjörsvetenskapsakademien.
Virding var bland annat ledamot av länsstyrelsen i Uppsala län, styrelserna för Uplandsbanken, Handelskammaren i Sverige och Sverige-Amerikastiftelsen. Han blev medicine hedersdoktor vid Uppsala universitet 1979.
Gatan Virdings allé i Uppsala är uppkallad efter Gösta Virding.